# Anakena
Anakena è un sito archeologico del Cile.